# Sheridan (Oregon)
Sheridan è una città degli Stati Uniti d'America situata nell'Oregon, nella Contea di Yamhill.